# Danielle Fishel
Danielle Christine Fishel (Mesa, 5 de Maio de 1981) é uma atriz e diretora norte-americana. Ficou conhecida por interpretar Topanga Lawrence no seriado Boys Meets World (1993-2000), papel que reprisou na série derivada Girls Meets World (2014-2017).

## Biografia
Fishel nasceu em Mesa, Arizona e é filha de Rick Fishel, empresário e ex-presidente da Masimo Corporation, empresa de equipamentos médicos e hospitalares. Ela tem ascendência maltesa.

## Carreira
Em 1991, com 10 anos de idade, foi descoberta em um teatro comunitário onde se apresentou em duas produções, adaptações de O Mágico de Oz e Peter Pan. Ela rapidamente passou a fazer narrações e comerciais, incluindo vários comerciais para a boneca Barbie para a Mattel. Logo depois, ela apareceu em dois episódios da série de sucesso Full House, fazendo uma participação como a personagem Jennifer. Ela também teve um pequeno papel na série "Harry and the Hendersons". Jennifer, mãe de Fishel, se tornou sua empresária em tempo integral.
Em 1993, aos doze anos, Fishel começou seu papel mais conhecido, como Topanga Lawrence-Matthews na série piloto da ABC Boy Meets World. Originalmente apenas uma participação, Topanga tornou-se uma personagem recorrente. Após uma primeira temporada bem-sucedida, Fishel se tornou parte do elenco principal da série. Sua personagem era uma menina inteligente e brilhante, muito madura para sua idade; ela substituiu o nerd Stuart Minkus como o cérebro da classe. A série foi finalizada em 2000, após de sete anos de duração.
Em dezembro de 1998, Fishel foi capa da revista norte-americana Seventeen. Ela levou para casa o prêmio 1998 YoungStar Award de Melhor Performance de uma Atriz Jovem em Série de TV de Comédia.  Em junho de 1999, foi eleita uma das "21 Hottest Stars Under 21" pela revista Teen People. Ela apareceu no vídeo da música "Until You Loved Me", grupo de música canadense "The Moffatts".
Desde que Boy Meets World terminou, Fishel já apareceu em vários filmes, incluindo National Lampoon Presents Dorm Daze e sua sequência. Em 2006, ela apareceu no filme de ação "Gamebox 1.0" (atuando em dois papéis), e na animação independente "The Chosen One", no qual a voz da personagem principal feminina.
Em 2006, Fishel apareceu como convidada no The Tyra Banks Show, onde ela falou sobre sua impressionante perda de peso, com o uso da dieta Nutrisystems.  Após sua aparição no show, Fishel tornou-se porta-voz para a NutriSystem. Ela também se tornou um correspondente especial para o The Tyra Banks Show, começando em fevereiro de 2007.
Em 2003, Fishel foi co-apresentadora do show "Say What? Karaoke" na MTV por uma temporada. De agosto de 2008 a março de 2011, Fishel apresentou o "The Dish" para o Style Network, que satirizava a cultura pop em um formato semelhante ao show "The Soup", da rede de entretenimento E! Entertainment Television. Fishel também apresentou o programa "The Fuse 20" na Fuse TV, e foi uma atriz convidada na mesa redonda em um episódio de Chelsea Lately. A partir de 2012, tornou-se apresentadora da série de TV do MSN "Last Night on TV".
Em 2013, Fishel estrelou o controverso drama "Boiling Pot", que é baseado em casos de racismo que ocorreram em vários campi universitários dos Estados Unidos durante a eleição presidencial de 2008. O filme, escrito e dirigido pelos irmãos Ashmawey, também contava com os artistas Louis Gossett Jr., Keith David, M. Emmet Walsh e John Heard. Fishel interpreta uma menina de faculdade, ingênua em relação de racismo e ignorante de sua existência. Ela se esforça para encontrar aceitação de seus pais para seu noivo não-branco e rapidamente se envolve em eventos racistas que acontecem no campus.  Em outubro de 2013, ela participou do "Clapping for the Wrong Reasons", um curta-metragem para promover o segundo álbum de estúdio de Childish Gambino, "Because the Internet".
Fishel reprisou seu papel de Topanga Lawrence-Matthews na série Girls Meets World. A série estreou no Disney Channel em 27 de junho de 2014, e conta com Topanga e seu antigo interesse amoroso da série Boy Meets World, Cory Matthews (Ben Savage), casados e com duas crianças. A série é protagonizada pela filha do casal Riley (Rowan Blanchard) e sua vida e aventuras na escola.

## Vida Pessoal
Houve rumores de que Fishel teria namorado seu companheiro de série em Boy Meets World, Ben Savage. No entanto, em uma entrevista em 2013 à revista Maxim, Fishel revelou que este foi apenas um boato de que ela começou acidentalmente durante uma aparição no The Tyra Banks Show. Ela e Savage só foram à um encontro como adolescentes, e "pelo tempo que o jantar acabou percebemos mutuamente que éramos mais como família do que amantes".
Em 2007, Fishel foi presa em um condado de Los Angeles por dirigir embriagada. Ela foi liberada após pagar a fiança. 
Aos 27 anos,  Fishel começou a frequentar a California State University Fullerton (CSUF), graduando-se em 2013. Durante seus estudos universitários, cursando matemática, conheceu seu colega de estudos Tim Belusko. Depois de três anos de namoro, Fishel e Belusko tornaram-se noivos em maio de 2012. Eles se casaram em 19 de outubro de 2013, em Los Angeles. 

## Filmografia

### Televisão
| Ano       | Título               | Papel                     | Notas                                                          |
| --------- | -------------------- | ------------------------- | -------------------------------------------------------------- |
| 1992-1993 | Full House           | Jennifer P.               | Episódio: "Eu não sou DJ", "o silêncio não é de ouro"          |
| 1993      | Harry e os Henderson | Jessica                   | Episódio: "The Long Adeus: Parte 2"                            |
| 1993-2000 | Boy Meets World      | Topanga Lawrence-Matthews | Elenco Principal                                               |
| 1996      | Igreja               | Urze                      | Episódio: "Stuck on You"                                       |
| 1997      | ABC TGIF             | Topanga                   | Episódio: "Terrível Halloween Bash"                            |
| 2000      | Red Glare Rocket     | Sarah Miller              | Filme de TV                                                    |
| 2001-2002 | Nikki                | Stacy                     | Episódio: "Vaya Con Nikki", "Welcome to the Rest of Your Life" |
| 2002      | O pesadelo quarto    | Conselheiro               | Episódio: "Acampamento Nowhere: Parte 1"                       |
| 2003      | Dizer o que? Karaoke | A própria / Anfitrião     |                                                                |
| 2003      | Yes, Dear            | Katie                     | Episódio: "Menina Sorority"                                    |
| 2006      | The Tyra Banks Show  | Ela mesma                 | Episódio: Danielle Fishel; Jordin Sparks                       |
| 2008-2011 | A Dish               | A própria / Anfitrião     |                                                                |
| 2009      | O Fuse 20            | A própria / Anfitrião     |                                                                |
| 2011      | Paternidade          | Lady animal               |                                                                |
| 2014-2017 | Girl Meets World     | Topanga Matthews          | Elenco Principal                                               |

### Cinema
| Ano  | Título                              | Papel                 |
| ---- | ----------------------------------- | --------------------- |
| 2000 | Longshot                            | Gloria                |
| 2003 | National Lampoon Presents Dorm Daze | Marla                 |
| 2004 | Gamebox 1.0                         | Kate / Princesa       |
| 2006 | Da National Lampoon Dorm Daze 2     | Marla                 |
| 2007 | The Chosen One                      | Donna Goldstein (voz) |
| 2013 | Boiling Pot                         | Valerie Davis         |

## Prêmios
| Ano  | Resultado | Prêmio               | Trabalho        |
| ---- | --------- | -------------------- | --------------- |
| 1995 | Indicado  | Prémio Jovem Artista | Boy Meets World |
| 1996 | Indicado  | Prémio Jovem Artista | Boy Meets World |